# Barbus brevipinnis
Barbus brevipinnis is een  straalvinnige vissensoort uit de familie van eigenlijke karpers (Cyprinidae). De wetenschappelijke naam van de soort is voor het eerst geldig gepubliceerd in 1966 door Jubb.
De soort staat op de Rode Lijst van de IUCN als Gevoelig, beoordelingsjaar 2007.